# Aperusia
Aperusia is een geslacht van vlinders van de familie spanners (Geometridae), uit de onderfamilie Larentiinae.

## Soorten
- A. albifascia Dognin, 1918
- A. punctistriata Warren, 1905